# Hoplacephala maculosa
Hoplacephala maculosa är en tvåvingeart som först beskrevs av Villeneuve 1916.  Hoplacephala maculosa ingår i släktet Hoplacephala och familjen köttflugor. Inga underarter finns listade i Catalogue of Life.